# Незнайомка з Вілдфел-Голу
«Незнайомка з Вілдфел-Голу» (англ. The Tenant of Wildfell Hall) — другий та останній роман англійської письменниці Анни Бронте, виданий під псевдонімом Ектон Белл 1848 року. Відразу ж після публікації книга, одна з перших у жанрі феміністського роману, отримала величезний успіх.

## Сюжет
Роман розділено на три частини.
У першій частині, розказаній Гілбертом Маркгамом, розповідається про те, як у Вілдфел-Гол, недалеко від старого маєтку, прибуває загадкова вдова Гелена Грем. Стримана Гелена та її маленький син Артур зацікавили своїх нових сусідів та повільно вписуються в сільську атмосферу. До її прибуття в Вілдфел-Гол, Гілберт Маркгам упадав за Елізою Мілворд, хоча не приділяв цьому багато уваги. Інтерес до Елізи згасає, як тільки він знайомиться з Гелен. В помсту Еліза починає ширити (і, можливо, породжувати) скандальні чутки про місис Грем. Під впливом чуток Гілберт починає вірити, що його друг Лоренс упадає за Геленою.
Випадково зустрівшись на дорозі з Лоренсом, Маркгам, що томиться ревнощами, ударяє його хлистом, від чого той падає з коня.
Гелена відмовляється одружитися з Гілбертом. Коли ж він починає звинувачувати її в тому, що любить Лоренса, вона дає йому свої щоденники.
Друга частина, узята з щоденників Гелени, оповідає про те, як вона зв'язала свою долю з Артуром Гантингтоном. Привабливий і дотепний Гантингтон одночасно розпещений, егоїстичний і безвідповідальний. До одруження з Геленою він фліртує з Анабеллою і використовує це як маніпуляцію, переконуючи Гелену вийти за нього.
Засліплена любов'ю, Гелена погоджується, упевнена в тому, що вона зможе змінити Артура за допомогою хорошого прикладу і м'яких переконань. З народженням дитини, названої на честь батька Артуром, Гантингтон стає все ревнивішим через те, що син поглинув усю увагу і турботу молодої матері.
Розбещені друзі Артура частенько влаштовують в його маєтку, Грасдейл, гучні гулянки. І чоловіки, і жінки тут виставлені такими, що деградували. Леді Анабеллу Лоубаре показано як невірну дружину свого меланхолійного, але відданого чоловіка.
Волтер Гаргрейв, брат подруги Гелени Міллісент, намагається завоювати її прихильність. Волтер є небажаним залицяльником: Гелена помічає його хижацьку натуру, що трохи відкрилася під час гри в шахи. Гаргрейв розповідає їй про те, що Артур захоплений Анабеллою. Це виявляється правдою, коли чергова пиятика завершена і гості роз'їхалися, Артур відкрито сумує за своєю коханкою і висміює свою дружину.
Згубний вплив Артура на їх сина — привчання до спиртного і до грубої лайки в дитячому віці — остання крапля для Гелени. Вона планує втекти, щоб врятувати сина, але Гантингтон дізнається про плани Гелени із щоденника дружини — і спалює її приладдя для живопису, за допомогою якого вона планувала заробляти на життя. Кінець кінцем, за допомогою свого брата, вона знаходить таємний притулок у Вілдфел-Голі.
Третя частина починається після закінчення прочитання щоденників, коли місис Грем просить Гілберта дати їй спокій тому, що вона не вільна. Він підкоряється і незабаром дізнається, що вона повернулася в Грасдейл, дізнавшись про те, що її чоловік смертельно хворий.
Спроби Гелени допомоги виявляються марними. Смерть Артура тяжка і супроводжується страхом того, що його чекає за усі гріхи. Гелена не може заспокоїти чоловіка, оскільки він не збирається брати на себе відповідальність за свої діяння — і замість того, щоб вона свого часу пішла за ним, хоче, щоб вона молилася про його спасіння.
Проходить рік. Гілберт звільняється від гнітючих його пліток про швидке одруження Гелени тільки тоді, коли дізнається, що містер Лоренс, з яким він помирився, одружується з Естер Гаргрейв. Маркгам вирушає в Грасдейл, де дізнається, що Гелена тепер багата і живе в її маєтку Стенінглі. Він прямує туди, але турбується через те, що його положення тепер набагато нижче, ніж у Гелени. Біля воріт маєтку він зупиняється, не наважуючись увійти. І тут він випадково стикається з Геленою, її тіткою і юним Артуром. Двоє закоханих примиряються і незабаром одружуються.

## Екранізації
Роман було екранізовано двічі:
- 1968: «Незнайомка з Вілдфел-Холу», режисер — Пітер Сесді. У ролі Гелен — Джанет Манро.
- 1996: «Незнайомка з Вілдфел-Голу», режисер — Майк Баркер. У ролі Гелен — Тара Фітцджеральд.